# Derbi sevillano
Il Derbi sevillano è il derby disputato tra le due maggiori squadre di Siviglia, il Real Betis Balompié e il Sevilla Fútbol Club.
Il Siviglia FC fu fondato nel 1890. Successivamente, nel settembre 1907, nacque il secondo club della città, il Sevilla Balompié. Dopo una scissione interna al Siviglia FC, fu fondato un altro club, il Betis Football Club.
Nel 1914 si concretizzò la fusione tra il Betis Football Club e il Sevilla Balompié. Con l'acquisizione del titolo reale, il club divenne Real Betis Balompié. L'8 ottobre 1915 si disputò il primo derby di Siviglia, che si concluse con una vittoria per 4-3 del Siviglia FC.
Il Siviglia FC si trova nel quartiere benestante di Nervión e gioca le sue partite casalinghe allo Stadio Ramón Sánchez Pizjuán, mentre il Real Betis ha sede nel quartiere Heliópolis e gioca all'Estadio Benito Villamarín, con un forte seguito della classe lavoratrice.

## Lista dei risultati
In bianco-rosso le vittorie del Siviglia, in verde quelle del Betis, in grigio i pareggi.
| Nº  | Data       | Stadio                        | Competizione                      | Squadra in casa | Risultato       | Squadra in trasferta | Spettatori |
| --- | ---------- | ----------------------------- | --------------------------------- | --------------- | --------------- | -------------------- | ---------- |
| 1   | 19/02/1928 | Campo de la Reina Victoria    | Coppa del Re 1928                 | Siviglia        | 3 – 3           | Real Betis           |            |
| 2   | 25/02/1928 | Patronato Obrero              | Coppa del Re 1928                 | Real Betis      | 1 – 1           | Siviglia             |            |
| 3   | 07/04/1929 | Stadio di Nervión             | Segunda División 1928-1929        | Siviglia        | 3 – 0           | Real Betis           |            |
| 4   | 16/06/1929 | Estadio Benito Villamarín     | Segunda División 1928-1929        | Real Betis      | 2 – 1           | Siviglia             |            |
| 5   | 15/12/1929 | Estadio Benito Villamarín     | Segunda División 1929-1930        | Real Betis      | 0 – 2           | Siviglia             |            |
| 6   | 16/02/1930 | Stadio di Nervión             | Segunda División 1929-1930        | Siviglia        | 2 – 0           | Real Betis           |            |
| 7   | 11/01/1931 | Stadio di Nervión             | Segunda División 1930-1931        | Siviglia        | 0 – 0           | Real Betis           |            |
| 8   | 22/03/1931 | Estadio Benito Villamarín     | Segunda División 1930-1931        | Real Betis      | 0 – 1           | Siviglia             |            |
| 9   | 20/12/1931 | Stadio di Nervión             | Segunda División 1931-1932        | Siviglia        | 2 – 3           | Real Betis           |            |
| 10  | 21/02/1932 | Estadio Benito Villamarín     | Segunda División 1931-1932        | Real Betis      | 1 – 1           | Siviglia             |            |
| 11  | 21/04/1935 | Estadio Benito Villamarín     | Primera División 1934-1935        | Real Betis      | 2 – 2           | Siviglia             |            |
| 12  | 03/03/1936 | Stadio di Nervión             | Primera División 1934-1935        | Siviglia        | 0 – 3           | Real Betis           |            |
| 13  | 29/12/1935 | Estadio Benito Villamarín     | Primera División 1935-1936        | Real Betis      | 1 – 0           | Siviglia             |            |
| 14  | 29/03/1936 | Stadio di Nervión             | Primera División 1935-1936        | Siviglia        | 1 – 0           | Real Betis           |            |
| 15  | 21/01/1940 | Estadio Benito Villamarín     | Primera División 1939-1940        | Real Betis      | 3 – 2           | Siviglia             |            |
| 16  | 21/01/1940 | Stadio di Nervión             | Primera División 1939-1940        | Siviglia        | 4 – 3           | Real Betis           |            |
| 17  | 23/05/1940 | Estadio Benito Villamarín     | Coppa del Generalissimo 1940      | Real Betis      | 0 – 3           | Siviglia             |            |
| 18  | 26/05/1940 | Stadio di Nervión             | Coppa del Generalissimo 1940      | Siviglia        | 2 – 3           | Real Betis           |            |
| 19  | 04/10/1942 | Estadio Benito Villamarín     | Primera División 1942-1943        | Real Betis      | 2 – 5           | Siviglia             |            |
| 20  | 17/01/1943 | Stadio di Nervión             | Primera División 1942-1943        | Siviglia        | 5 – 0           | Real Betis           |            |
| 21  | 21/09/1958 | Estadio Ramón Sánchez Pizjuán | Primera División 1958-1959        | Siviglia        | 2 – 4           | Real Betis           |            |
| 22  | 11/01/1959 | Estadio Benito Villamarín     | Primera División 1958-1959        | Real Betis      | 2 – 0           | Siviglia             |            |
| 23  | 15/11/1959 | Estadio Ramón Sánchez Pizjuán | Primera División 1959-1960        | Siviglia        | 2 – 1           | Real Betis           |            |
| 24  | 06/03/1960 | Estadio Benito Villamarín     | Primera División 1959-1960        | Real Betis      | 1 – 4           | Siviglia             |            |
| 25  | 04/12/1960 | Estadio Benito Villamarín     | Primera División 1960-1961        | Real Betis      | 0 – 0           | Siviglia             |            |
| 26  | 26/03/1961 | Estadio Ramón Sánchez Pizjuán | Primera División 1960-1961        | Siviglia        | 1 – 1           | Real Betis           |            |
| 27  | 08/10/1961 | Estadio Ramón Sánchez Pizjuán | Primera División 1961-1962        | Siviglia        | 1 – 2           | Real Betis           |            |
| 28  | 28/01/1962 | Estadio Benito Villamarín     | Primera División 1961-1962        | Real Betis      | 3 – 1           | Siviglia             |            |
| 29  | 05/04/1962 | Estadio Ramón Sánchez Pizjuán | Coppa del Generalissimo 1961-1962 | Siviglia        | 5 – 3           | Real Betis           |            |
| 30  | 08/04/1962 | Estadio Benito Villamarín     | Coppa del Generalissimo 1961-1962 | Real Betis      | 1 – 0           | Siviglia             |            |
| 31  | 04/11/1962 | Estadio Ramón Sánchez Pizjuán | Primera División 1962-1963        | Siviglia        | 2 – 0           | Real Betis           |            |
| 32  | 03/02/1963 | Estadio Benito Villamarín     | Primera División 1962-1963        | Real Betis      | 2 – 1           | Siviglia             |            |
| 33  | 12/05/1963 | Estadio Benito Villamarín     | Coppa del Generalissimo 1962-1963 | Real Betis      | 2 – 1           | Siviglia             |            |
| 34  | 19/05/1963 | Estadio Ramón Sánchez Pizjuán | Coppa del Generalissimo 1962-1963 | Siviglia        | 1 – 1           | Real Betis           |            |
| 35  | 15/08/1963 | Estadio Benito Villamarín     | Primera División 1963-1964        | Real Betis      | 3 – 1           | Siviglia             |            |
| 36  | 12/01/1964 | Estadio Ramón Sánchez Pizjuán | Primera División 1963-1964        | Siviglia        | 3 – 1           | Real Betis           |            |
| 37  | 18/10/1964 | Estadio Benito Villamarín     | Primera División 1964-1965        | Real Betis      | 2 – 0           | Siviglia             |            |
| 38  | 07/02/1965 | Estadio Ramón Sánchez Pizjuán | Primera División 1964-1965        | Siviglia        | 4 – 2           | Real Betis           |            |
| 39  | 19/12/1965 | Estadio Ramón Sánchez Pizjuán | Primera División 1965-1966        | Siviglia        | 1 – 1           | Real Betis           |            |
| 40  | 27/03/1966 | Estadio Benito Villamarín     | Primera División 1965-1966        | Real Betis      | 1 – 2           | Siviglia             |            |
| 41  | 26/11/1967 | Estadio Ramón Sánchez Pizjuán | Primera División 1967-1968        | Siviglia        | 2 – 3           | Real Betis           |            |
| 42  | 17/03/1968 | Estadio Benito Villamarín     | Primera División 1967-1968        | Real Betis      | 0 – 0           | Siviglia             |            |
| 43  | 29/12/1968 | Estadio Ramón Sánchez Pizjuán | Segunda División 1968-1969        | Siviglia        | 0 – 1           | Real Betis           |            |
| 44  | 18/05/1969 | Estadio Benito Villamarín     | Segunda División 1968-1969        | Real Betis      | 2 – 2           | Siviglia             |            |
| 45  | 14/01/1972 | Estadio Ramón Sánchez Pizjuán | Primera División 1971-1972        | Siviglia        | 3 – 1           | Real Betis           |            |
| 46  | 19/03/1972 | Estadio Benito Villamarín     | Primera División 1971-1972        | Real Betis      | 1 – 1           | Siviglia             |            |
| 47  | 11/11/1973 | Estadio Benito Villamarín     | Segunda División 1973-1974        | Real Betis      | 3 – 0           | Siviglia             |            |
| 48  | 24/03/1974 | Estadio Ramón Sánchez Pizjuán | Segunda División 1973-1974        | Siviglia        | 2 – 1           | Real Betis           |            |
| 49  | 04/01/1976 | Estadio Ramón Sánchez Pizjuán | Primera División 1975-1976        | Siviglia        | 2 – 0           | Real Betis           |            |
| 50  | 09/05/1976 | Estadio Benito Villamarín     | Primera División 1975-1976        | Real Betis      | 1 – 0           | Siviglia             |            |
| 51  | 11/09/1976 | Estadio Benito Villamarín     | Primera División 1976-1977        | Real Betis      | 0 – 1           | Siviglia             |            |
| 52  | 23/01/1977 | Estadio Ramón Sánchez Pizjuán | Primera División 1976-1977        | Siviglia        | 3 – 2           | Real Betis           |            |
| 53  | 06/11/1977 | Estadio Ramón Sánchez Pizjuán | Primera División 1977-1978        | Siviglia        | 1 – 0           | Real Betis           |            |
| 54  | 19/03/1978 | Estadio Benito Villamarín     | Primera División 1977-1978        | Real Betis      | 3 – 2           | Siviglia             |            |
| 55  | 16/12/1979 | Estadio Ramón Sánchez Pizjuán | Primera División 1979-1980        | Siviglia        | 2 – 1           | Real Betis           | 76,567     |
| 56  | 20/04/1980 | Estadio Benito Villamarín     | Primera División 1979-1980        | Real Betis      | 2 – 0           | Siviglia             |            |
| 57  | 14/09/1980 | Estadio Benito Villamarín     | Primera División 1980-1981        | Real Betis      | 2 – 0           | Siviglia             |            |
| 58  | 19/11/1980 | Estadio Ramón Sánchez Pizjuán | Coppa del Re 1980-1981            | Siviglia        | 2 – 1           | Real Betis           |            |
| 59  | 03/12/1980 | Estadio Benito Villamarín     | Coppa del Re 1980-1981            | Real Betis      | 1 – 1           | Siviglia             |            |
| 60  | 14/04/1981 | Estadio Ramón Sánchez Pizjuán | Primera División 1980-1981        | Siviglia        | 2 – 1           | Real Betis           | 72,351     |
| 61  | 07/10/1981 | Estadio Benito Villamarín     | Primera División 1981-1982        | Real Betis      | 2 – 0           | Siviglia             |            |
| 62  | 24/01/1982 | Estadio Ramón Sánchez Pizjuán | Primera División 1981-1982        | Siviglia        | 1 – 1           | Real Betis           | 65,576     |
| 63  | 02/01/1983 | Estadio Benito Villamarín     | Primera División 1982-1983        | Real Betis      | 1 – 2           | Siviglia             |            |
| 64  | 02/02/1983 | Estadio Ramón Sánchez Pizjuán | Coppa del Re 1982-1983            | Siviglia        | 2 – 0           | Real Betis           |            |
| 65  | 23/02/1983 | Estadio Benito Villamarín     | Coppa del Re 1982-1983            | Real Betis      | 0 – 2           | Siviglia             |            |
| 66  | 01/05/1983 | Estadio Ramón Sánchez Pizjuán | Primera División 1982-1983        | Siviglia        | 2 – 1           | Real Betis           |            |
| 67  | 09/11/1983 | Estadio Benito Villamarín     | Primera División 1983-1984        | Real Betis      | 1 – 0           | Siviglia             |            |
| 68  | 18/03/1984 | Estadio Ramón Sánchez Pizjuán | Primera División 1983-1984        | Siviglia        | 2 – 1           | Real Betis           |            |
| 69  | 28/10/1984 | Estadio Benito Villamarín     | Primera División 1984-1985        | Real Betis      | 1 – 2           | Siviglia             |            |
| 70  | 11/12/1984 | Estadio Ramón Sánchez Pizjuán | Coppa del Re 1984-1985            | Siviglia        | 1 – 0           | Real Betis           |            |
| 71  | 08/01/1985 | Estadio Benito Villamarín     | Coppa del Re 1984-1985            | Real Betis      | 3 – 0           | Siviglia             |            |
| 72  | 18/03/1985 | Estadio Ramón Sánchez Pizjuán | Primera División 1984-1985        | Siviglia        | 2 – 1           | Real Betis           |            |
| 73  | 24/11/1985 | Estadio Ramón Sánchez Pizjuán | Primera División 1985-1986        | Siviglia        | 1 – 0           | Real Betis           |            |
| 74  | 23/03/1986 | Estadio Benito Villamarín     | Primera División 1985-1986        | Real Betis      | 1 – 0           | Siviglia             |            |
| 75  | 07/09/1986 | Estadio Ramón Sánchez Pizjuán | Primera División 1986-1987        | Siviglia        | 1 – 2           | Real Betis           |            |
| 76  | 21/12/1986 | Estadio Benito Villamarín     | Primera División 1986-1987        | Real Betis      | 0 – 0           | Siviglia             |            |
| 77  | 03/05/1987 | Estadio Ramón Sánchez Pizjuán | Primera División 1986-1987        | Siviglia        | 1 – 3           | Real Betis           |            |
| 78  | 07/06/1987 | Estadio Benito Villamarín     | Primera División 1986-1987        | Real Betis      | 1 – 2           | Siviglia             |            |
| 79  | 30/08/1987 | Estadio Ramón Sánchez Pizjuán | Primera División 1987-1988        | Siviglia        | 1 – 2           | Real Betis           |            |
| 80  | 30/01/1988 | Estadio Benito Villamarín     | Primera División 1987-1988        | Real Betis      | 0 – 1           | Siviglia             |            |
| 81  | 27/11/1988 | Estadio Benito Villamarín     | Primera División 1988-1989        | Real Betis      | 1 – 3           | Siviglia             |            |
| 82  | 07/05/1989 | Estadio Ramón Sánchez Pizjuán | Primera División 1988-1989        | Siviglia        | 1 – 0           | Real Betis           |            |
| 83  | 30/09/1990 | Estadio Benito Villamarín     | Primera División 1990-1991        | Real Betis      | 0 – 3           | Siviglia             |            |
| 84  | 02/03/1991 | Estadio Ramón Sánchez Pizjuán | Primera División 1990-1991        | Siviglia        | 3 – 2           | Real Betis           |            |
| 85  | 21/01/1995 | Estadio Ramón Sánchez Pizjuán | Primera División 1994-1995        | Siviglia        | 0 – 1           | Real Betis           |            |
| 86  | 10/06/1995 | Estadio Benito Villamarín     | Primera División 1994-1995        | Real Betis      | 2 – 1           | Siviglia             |            |
| 87  | 15/12/1995 | Estadio Benito Villamarín     | Primera División 1995-1996        | Real Betis      | 1 – 1           | Siviglia             |            |
| 88  | 27/04/1996 | Estadio Ramón Sánchez Pizjuán | Primera División 1995-1996        | Siviglia        | 1 – 0           | Real Betis           |            |
| 89  | 21/12/1996 | Estadio Ramón Sánchez Pizjuán | Primera División 1996-1997        | Siviglia        | 0 – 3           | Real Betis           |            |
| 90  | 16/05/1997 | Estadio Benito Villamarín     | Primera División 1996-1997        | Real Betis      | 3 – 3           | Siviglia             |            |
| 91  | 11/10/1999 | Estadio Ramón Sánchez Pizjuán | Primera División 1999-2000        | Siviglia        | 3 – 0           | Real Betis           |            |
| 92  | 26/02/2000 | Estadio Benito Villamarín     | Primera División 1999-2000        | Real Betis      | 1 – 1           | Siviglia             |            |
| 93  | 19/11/2000 | Estadio Benito Villamarín     | Segunda División 2000-2001        | Real Betis      | 1 – 3           | Siviglia             |            |
| 94  | 22/04/2001 | Estadio Ramón Sánchez Pizjuán | Segunda División 2000-2001        | Siviglia        | 1 – 1           | Real Betis           |            |
| 95  | 10/11/2001 | Estadio Ramón Sánchez Pizjuán | Primera División 2001-2002        | Siviglia        | 2 – 2           | Real Betis           | 40,000     |
| 96  | 23/03/2002 | Estadio Benito Villamarín     | Primera División 2001-2002        | Real Betis      | 0 – 0           | Siviglia             | 50,000     |
| 97  | 06/10/2002 | Estadio Ramón Sánchez Pizjuán | Primera División 2002-2003        | Siviglia        | 1 – 1           | Real Betis           |            |
| 98  | 02/03/2003 | Estadio Benito Villamarín     | Primera División 2002-2003        | Real Betis      | 0 – 1           | Siviglia             | 38,000     |
| 99  | 19/10/2003 | Estadio Ramón Sánchez Pizjuán | Primera División 2003-2004        | Siviglia        | 2 – 2           | Real Betis           |            |
| 100 | 29/02/2004 | Estadio Benito Villamarín     | Primera División 2003-2004        | Real Betis      | 1 – 1           | Siviglia             | 37,000     |
| 101 | 19/12/2004 | Estadio Ramón Sánchez Pizjuán | Primera División 2004-2005        | Siviglia        | 2 – 1           | Real Betis           | 46,000     |
| 102 | 07/05/2005 | Estadio Benito Villamarín     | Primera División 2004-2005        | Real Betis      | 1 – 0           | Siviglia             | 50,000     |
| 103 | 19/11/2005 | Estadio Ramón Sánchez Pizjuán | Primera División 2005-2006        | Siviglia        | 1 – 0           | Real Betis           | 45,000     |
| 104 | 02/04/2006 | Estadio Benito Villamarín     | Primera División 2005-2006        | Real Betis      | 2 – 1           | Siviglia             | 45,000     |
| 105 | 17/09/2006 | Estadio Ramón Sánchez Pizjuán | Primera División 2006-2007        | Siviglia        | 3 – 2           | Real Betis           | 45,000     |
| 106 | 01/02/2007 | Estadio Ramón Sánchez Pizjuán | Coppa del Re 2006-2007            | Siviglia        | 0 – 0           | Real Betis           |            |
| 107 | 10/02/2007 | Estadio Benito Villamarín     | Primera División 2006-2007        | Real Betis      | 0 – 0           | Siviglia             | 45,000     |
| 108 | 28/02/2007 | Estadio Benito Villamarín     | Coppa del Re 2006-2007            | Real Betis      | 0 – 1           | Siviglia             |            |
| 109 | 06/01/2008 | Estadio Ramón Sánchez Pizjuán | Primera División 2007-2008        | Siviglia        | 3 – 0           | Real Betis           | 45,000     |
| 110 | 11/05/2008 | Estadio Benito Villamarín     | Primera División 2007-2008        | Real Betis      | 0 – 2           | Siviglia             | 45,000     |
| 111 | 21/09/2008 | Estadio Benito Villamarín     | Primera División 2008-2009        | Real Betis      | 0 – 0           | Siviglia             | 55,500     |
| 112 | 07/02/2009 | Estadio Ramón Sánchez Pizjuán | Primera División 2008-2009        | Siviglia        | 1 – 2           | Real Betis           | 45,500     |
| 113 | 21/01/2012 | Estadio Benito Villamarín     | Primera División 2011-2012        | Real Betis      | 1 – 1           | Siviglia             | 44,585     |
| 114 | 02/05/2012 | Estadio Ramón Sánchez Pizjuán | Primera División 2011-2012        | Siviglia        | 1 – 2           | Real Betis           | 45,000     |
| 115 | 18/11/2012 | Estadio Ramón Sánchez Pizjuán | Primera División 2012-2013        | Siviglia        | 5 – 1           | Real Betis           | 45,000     |
| 116 | 12/04/2013 | Estadio Benito Villamarín     | Primera División 2012-2013        | Real Betis      | 3 – 3           | Siviglia             | 51,309     |
| 117 | 23/11/2013 | Estadio Ramón Sánchez Pizjuán | Primera División 2013-2014        | Siviglia        | 4 – 0           | Real Betis           | 45,000     |
| 118 | 13/03/2014 | Estadio Ramón Sánchez Pizjuán | UEFA Europa League 2013-2014      | Siviglia        | 0 – 2           | Real Betis           | 35,506     |
| 119 | 20/03/2014 | Estadio Benito Villamarín     | UEFA Europa League 2013-2014      | Real Betis      | 0 – 2 (3-4 dtr) | Siviglia             | 48,000     |
| 120 | 13/04/2014 | Estadio Benito Villamarín     | Primera División 2013-2014        | Real Betis      | 0 – 2           | Siviglia             | 32,254     |
| 121 | 19/12/2015 | Estadio Benito Villamarín     | Primera División 2015-2016        | Real Betis      | 0 – 0           | Siviglia             | 50,073     |
| 122 | 06/01/2016 | Estadio Benito Villamarín     | Coppa del Re 2015-2016            | Real Betis      | 0 – 2           | Siviglia             | 36,832     |
| 123 | 12/01/2016 | Estadio Ramón Sánchez Pizjuán | Coppa del Re 2015-2016            | Siviglia        | 4 – 0           | Real Betis           | 36,812     |
| 124 | 24/04/2016 | Estadio Ramón Sánchez Pizjuán | Primera División 2015-2016        | Siviglia        | 2 – 0           | Real Betis           | 39,523     |
| 125 | 20/09/2016 | Estadio Ramón Sánchez Pizjuán | Primera División 2016-2017        | Siviglia        | 1 – 0           | Real Betis           | 39,870     |
| 126 | 25/02/2017 | Estadio Benito Villamarín     | Primera División 2016-2017        | Real Betis      | 1 – 2           | Siviglia             | 37,110     |
| 127 | 06/01/2018 | Estadio Ramón Sánchez Pizjuán | Primera División 2017-2018        | Siviglia        | 3 – 5           | Real Betis           | 40,385     |
| 128 | 12/05/2018 | Estadio Benito Villamarín     | Primera División 2017-2018        | Real Betis      | 2 – 2           | Siviglia             | 55,588     |
| 129 | 02/09/2018 | Estadio Benito Villamarín     | Primera División 2018-2019        | Real Betis      | 1 – 0           | Siviglia             | 53,451     |
| 130 | 13/04/2019 | Estadio Ramón Sánchez Pizjuán | Primera División 2018-2019        | Siviglia        | 3 – 2           | Real Betis           | 42,885     |
| 131 | 10/11/2019 | Estadio Benito Villamarín     | Primera División 2019-2020        | Real Betis      | 1 – 2           | Siviglia             | 53,110     |
| 132 | 11/06/2020 | Estadio Ramón Sánchez Pizjuán | Primera División 2019-2020        | Siviglia        | 2 – 0           | Real Betis           | 0          |
| 133 | 02/01/2021 | Estadio Benito Villamarín     | Primera División 2020-2021        | Real Betis      | 1 – 1           | Siviglia             | 0          |
| 134 | 14/03/2021 | Estadio Ramón Sánchez Pizjuán | Primera División 2020-2021        | Siviglia        | 1 – 0           | Real Betis           | 0          |
| 135 | 07/11/2021 | Estadio Benito Villamarín     | Primera División 2021-2022        | Real Betis      | 0 – 2           | Siviglia             | 50,534     |
| 136 | 15/01/2022 | Estadio Benito Villamarín     | Coppa del Re 2021-2022            | Real Betis      | 2 – 1           | Siviglia             | 45,047     |
| 137 | 27/02/2022 | Estadio Ramón Sánchez Pizjuán | Primera División 2021-2022        | Siviglia        | 2 – 1           | Real Betis           | 37,250     |
| 138 | 06/11/2022 | Estadio Benito Villamarín     | Primera División 2022-2023        | Real Betis      | 1 – 1           | Siviglia             | 54,034     |
| 139 | 21/05/2023 | Estadio Ramón Sánchez Pizjuán | Primera División 2022-2023        | Siviglia        | 0 – 0           | Real Betis           | 41,392     |
| 140 | 12/11/2023 | Estadio Ramón Sánchez Pizjuán | Primera División 2023-2024        | Siviglia        | 1 – 1           | Real Betis           | 42,222     |
| 141 | 28/04/2024 | Estadio Benito Villamarín     | Primera División 2023-2024        | Real Betis      | 1 – 1           | Siviglia             | 55,770     |
| 142 | 06/10/2024 | Estadio Ramón Sánchez Pizjuán | Primera División 2024-2025        | Siviglia        | 1 – 0           | Real Betis           | 42,571     |
| 143 | 30/03/2025 | Estadio Benito Villamarín     | Primera División 2024-2025        | Real Betis      | 2 - 1           | Siviglia             | 58,538     |

## Statistiche
Aggiornato il 30 marzo 2025.
| Competizione       | Giocate | Vittorie del Real Betis | Pareggi | Vittorie del Siviglia | Gol del Real Betis | Gol del Siviglia |
| ------------------ | ------- | ----------------------- | ------- | --------------------- | ------------------ | ---------------- |
| Primera División   | 107     | 31                      | 27      | 50                    | 127                | 162              |
| Segunda División A | 14      | 4                       | 4       | 6                     | 15                 | 20               |
| Coppa del Re       | 19      | 5                       | 5       | 9                     | 21                 | 32               |
| Totale nazionale   | 137     | 40                      | 36      | 65                    | 163                | 214              |
| Europa League      | 2       | 1                       | 0       | 1                     | 2                  | 2                |
| Totale             | 143     | 41                      | 36      | 66                    | 165                | 216              |